# 그룹 시어터

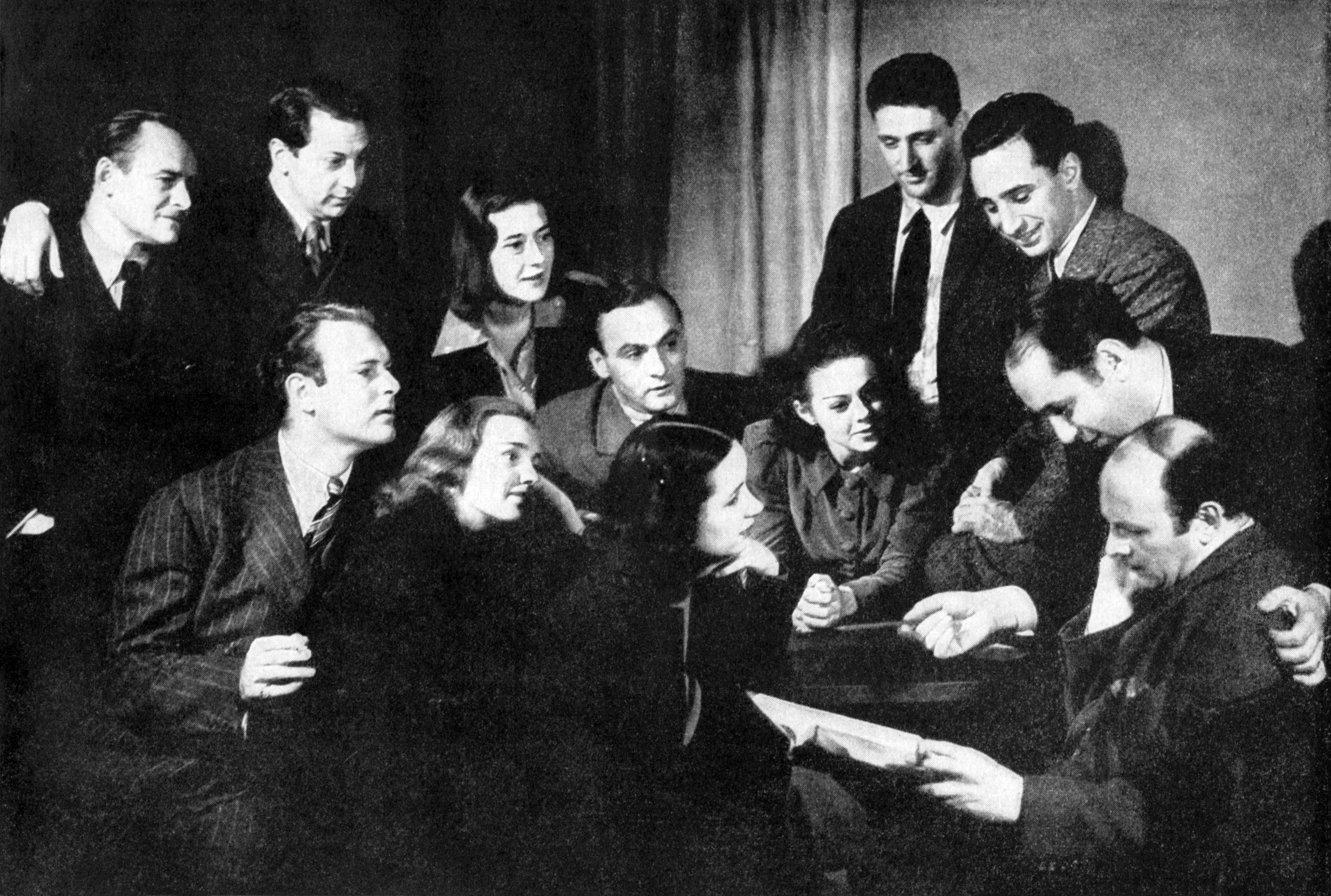
구성원 중 일부 (1938년)

그룹 시어터(Group Theatre)는 1931년에 창설된 뉴욕에 위치한 미국의 연극집단이다. 해럴드 클러먼, 리 스트라스버그 등이 주축이다.
이 극단에는 길드가 아끼는 청년배우 프란초트 톤이 있었다. 그들은 여름철에 합숙을 해 가며 프랑스에 있었던 스타니슬랍스키에게서 배웠다. 이 시스템을 기본으로 하여 배우술(俳優術)의 재훈련을 실시했다. 그리고 극단활동의 기금을 만들기 위해 프란초트 톤은 할리우드의 영화계에 투신하게 되었다. 오늘날 그는 오프 브로드웨이로 돌아와 무대에서 활약하고 있다.
그룹 시어터는 미국의 새로운 의욕을 표시하는 것이었다. 이것은 배우집단이었으나 그 중에서 작가로는 오데츠가 나오고, 연출가로는 해럴드 클러먼, 그 제자로 엘리아 카잔, 더욱이 연기교사로서 유능한 리 스트라스버그 등, 그 후의 미국 연극에 있어 중요한 뜻을 갖는 인물들이 여기에서 그 실전의 터전을 얻을 수 있었던 것이다. 시어터 길드에는 비록 늙기는 했으나 무대에서 절대적인 인기를 지니고, 특색있는 최고급의 연기를 보인 알프렛 런트와 린 폰테인 부처가 출연하였다. 그리고 길드 그 자체는 프로듀서적인 일을 주체로 하게 되었다. 그룹 시어터는 오늘날의 연출가들을 많이 배출한 셈이다.